# Wrestle-1 Championship
L'Wrestle-1 Championship è un campionato della federazione di puroresu giapponese Wrestle-1, è considerato il titolo più importante ed è attivo dal 2014. 

A differenza dei principali titoli delle altre federazioni il nome di questo non include la parola "Heavyweight" perché indica di essere aperto ad ogni classe di peso.

## Storia
Nella storia di Wrestle-1 questo titolo nasce dopo un anno dalla fondazione della federazione che, in precedenza nei suoi eventi aveva utilizzato i titoli appartenenti ad altre federazioni, come ad esempio quelli della Total Nonstop Action Wrestling o della Pro Wrestling ZERO1.

## Albo d'oro
| Lottatore      | Regni | Data              | Luogo    | Note                                   |
| -------------- | ----- | ----------------- | -------- | -------------------------------------- |
| Masayuki Kono  | 1     | 8 ottobre 2014    | Tokyo    | Sconfisse Kai nella finale del torneo. |
| Keiji Muto     | 1     | 1º novembre 2014  | Tokyo    |                                        |
| Kai            | 1     | 8 marzo 2015      | Tokyo    |                                        |
| Hideki Suzuki  | 1     | 1º aprile 2015    | Tokyo    |                                        |
| Kai            | 2     | 12 luglio 2015    | Tokyo    |                                        |
| Manabu Soya    | 1     | 21 settembre 2015 | Tokyo    |                                        |
| Yuji Hino      | 1     | 10 gennaio 2016   | Tokyo    |                                        |
| Kai            | 3     | 4 maggio 2016     | Tokyo    |                                        |
| Daiki Inaba    | 1     | 11 agosto 2016    | Yokohama |                                        |
| Masayuki Kono  | 2     | 2 novembre 2016   | Tokyo    |                                        |
| Shotaro Ashino | 1     | 20 marzo 2017     | Tokyo    |                                        |

### Torneo
Il titolo fu assegnato al termine di un torneo ad eliminazione a cui parteciparono sedici lottatori e che fu vinto da Masayuki Kono l'otto ottobre 2014.
|  | Primo round (21 e 22 Settembre) | Primo round (21 e 22 Settembre) | Primo round (21 e 22 Settembre) |               |                  | Secondo round (23 Settembre) | Secondo round (23 Settembre) | Secondo round (23 Settembre) |  |  | Semifinali (8 Ottobre) | Semifinali (8 Ottobre) | Semifinali (8 Ottobre) |  |  | Finale (8 Ottobre) | Finale (8 Ottobre) | Finale (8 Ottobre) |  |
|  |                                 |                                 |                                 |               |                  |                              |                              |                              |  |  |                        |                        |                        |  |  |                    |                    |                    |  |
|  | Kai                             | Kai                             | Schienamento                    |               |                  |                              |                              |                              |  |  |                        |                        |                        |  |  |                    |                    |                    |  |
|  | Kai                             | Kai                             | Schienamento                    |               |                  |                              |                              |                              |  |  |                        |                        |                        |  |  |                    |                    |                    |  |
|  | Manabu Soya                     | Manabu Soya                     | 23:40                           |               |                  |                              |                              |                              |  |  |                        |                        |                        |  |  |                    |                    |                    |  |
|  | Manabu Soya                     | Manabu Soya                     | 23:40                           |               | Kai              | Kai                          | Schienamento                 |                              |  |  |                        |                        |                        |  |  |                    |                    |                    |  |
|  |                                 |                                 |                                 |               | Kai              | Kai                          | Schienamento                 |                              |  |  |                        |                        |                        |  |  |                    |                    |                    |  |
|  |                                 |                                 | Minoru Tanaka                   | Minoru Tanaka | 18:18            |                              |                              |                              |  |  |                        |                        |                        |  |  |                    |                    |                    |  |
|  | Minoru Tanaka                   | Minoru Tanaka                   | Minoru Tanaka                   | Minoru Tanaka | 18:18            | Schienamento                 |                              |                              |  |  |                        |                        |                        |  |  |                    |                    |                    |  |
|  | Minoru Tanaka                   | Minoru Tanaka                   |                                 |               |                  |                              |                              |                              |  |  |                        |                        |                        |  |  |                    |                    |                    |  |
|  | Daiki Inaba                     | Daiki Inaba                     | 12:31                           |               |                  |                              |                              |                              |  |  |                        |                        |                        |  |  |                    |                    |                    |  |
|  | Daiki Inaba                     | Daiki Inaba                     | 12:31                           |               | Kai              | Kai                          | Schienamento                 |                              |  |  |                        |                        |                        |  |  |                    |                    |                    |  |
|  |                                 |                                 |                                 |               |                  |                              |                              |                              |  |  |                        |                        |                        |  |  |                    |                    |                    |  |
|  |                                 |                                 | Shuji Kondo                     | Shuji Kondo   | 12:50            |                              |                              |                              |  |  |                        |                        |                        |  |  |                    |                    |                    |  |
|  | Hiroshi Yamato                  | Hiroshi Yamato                  | Shuji Kondo                     | Shuji Kondo   | 12:50            | Schienamento                 |                              |                              |  |  |                        |                        |                        |  |  |                    |                    |                    |  |
|  | Hiroshi Yamato                  | Hiroshi Yamato                  |                                 |               |                  |                              |                              |                              |  |  |                        |                        |                        |  |  |                    |                    |                    |  |
|  | Seiki Yoshioka                  | Seiki Yoshioka                  | 18:48                           |               |                  |                              |                              |                              |  |  |                        |                        |                        |  |  |                    |                    |                    |  |
|  | Seiki Yoshioka                  | Seiki Yoshioka                  | 18:48                           |               | Hiroshi Yamato   | Hiroshi Yamato               | Schienamento                 |                              |  |  |                        |                        |                        |  |  |                    |                    |                    |  |
|  |                                 |                                 |                                 |               | Hiroshi Yamato   | Hiroshi Yamato               | Schienamento                 |                              |  |  |                        |                        |                        |  |  |                    |                    |                    |  |
|  |                                 |                                 | Shuji Kondo                     | Shuji Kondo   | 15:11            |                              |                              |                              |  |  |                        |                        |                        |  |  |                    |                    |                    |  |
|  | Shuji Kondo                     | Shuji Kondo                     | Shuji Kondo                     | Shuji Kondo   | 15:11            | Schienamento                 |                              |                              |  |  |                        |                        |                        |  |  |                    |                    |                    |  |
|  | Shuji Kondo                     | Shuji Kondo                     |                                 |               |                  |                              |                              |                              |  |  |                        |                        |                        |  |  |                    |                    |                    |  |
|  | Kaz Hayashi                     | Kaz Hayashi                     | 16:35                           |               |                  |                              |                              |                              |  |  |                        |                        |                        |  |  |                    |                    |                    |  |
|  | Kaz Hayashi                     | Kaz Hayashi                     | 16:35                           |               | Kai              | Kai                          | Schienamento                 |                              |  |  |                        |                        |                        |  |  |                    |                    |                    |  |
|  |                                 |                                 |                                 |               |                  |                              |                              |                              |  |  |                        |                        |                        |  |  |                    |                    |                    |  |
|  |                                 |                                 | Masayuki Kono                   | Masayuki Kono | 17:57            |                              |                              |                              |  |  |                        |                        |                        |  |  |                    |                    |                    |  |
|  | Masakatsu Funaki                | Masakatsu Funaki                | Masayuki Kono                   | Masayuki Kono | 17:57            | Sottomissione                |                              |                              |  |  |                        |                        |                        |  |  |                    |                    |                    |  |
|  | Masakatsu Funaki                | Masakatsu Funaki                |                                 |               |                  |                              |                              |                              |  |  |                        |                        |                        |  |  |                    |                    |                    |  |
|  | Yoshihiro Tajiri                | Yoshihiro Tajiri                | 03:50                           |               |                  |                              |                              |                              |  |  |                        |                        |                        |  |  |                    |                    |                    |  |
|  | Yoshihiro Tajiri                | Yoshihiro Tajiri                | 03:50                           |               | Masakatsu Funaki | Masakatsu Funaki             | Schienamento                 |                              |  |  |                        |                        |                        |  |  |                    |                    |                    |  |
|  |                                 |                                 |                                 |               | Masakatsu Funaki | Masakatsu Funaki             | Schienamento                 |                              |  |  |                        |                        |                        |  |  |                    |                    |                    |  |
|  |                                 |                                 | Akira                           | Akira         | 14:13            |                              |                              |                              |  |  |                        |                        |                        |  |  |                    |                    |                    |  |
|  | Ryota Hama                      | Ryota Hama                      | Akira                           | Akira         | 14:13            | Schienamento                 |                              |                              |  |  |                        |                        |                        |  |  |                    |                    |                    |  |
|  | Ryota Hama                      | Ryota Hama                      |                                 |               |                  |                              |                              |                              |  |  |                        |                        |                        |  |  |                    |                    |                    |  |
|  | Akira Nogami                    | Akira Nogami                    | 07:34                           |               |                  |                              |                              |                              |  |  |                        |                        |                        |  |  |                    |                    |                    |  |
|  | Akira Nogami                    | Akira Nogami                    | 07:34                           |               | Masakatsu Funaki | Masakatsu Funaki             | Schienamento                 |                              |  |  |                        |                        |                        |  |  |                    |                    |                    |  |
|  |                                 |                                 |                                 |               |                  |                              |                              |                              |  |  |                        |                        |                        |  |  |                    |                    |                    |  |
|  |                                 |                                 | Masayuki Kono                   | Masayuki Kono | 07:10            |                              |                              |                              |  |  |                        |                        |                        |  |  |                    |                    |                    |  |
|  | Masayuki Kono                   | Masayuki Kono                   | Masayuki Kono                   | Masayuki Kono | 07:10            | Schienamento                 |                              |                              |  |  |                        |                        |                        |  |  |                    |                    |                    |  |
|  | Masayuki Kono                   | Masayuki Kono                   |                                 |               |                  |                              |                              |                              |  |  |                        |                        |                        |  |  |                    |                    |                    |  |
|  | Jiro Kuroshio                   | Jiro Kuroshio                   | 04:56                           |               |                  |                              |                              |                              |  |  |                        |                        |                        |  |  |                    |                    |                    |  |
|  | Jiro Kuroshio                   | Jiro Kuroshio                   | 04:56                           |               | Masayuki Kono    | Masayuki Kono                | Sottomissione                |                              |  |  |                        |                        |                        |  |  |                    |                    |                    |  |
|  |                                 |                                 |                                 |               | Masayuki Kono    | Masayuki Kono                | Sottomissione                |                              |  |  |                        |                        |                        |  |  |                    |                    |                    |  |
|  |                                 |                                 | Yusuke Kodama                   | Yusuke Kodama | 09:07            |                              |                              |                              |  |  |                        |                        |                        |  |  |                    |                    |                    |  |
|  | Yasufumi Nakanoue               | Yasufumi Nakanoue               | Yusuke Kodama                   | Yusuke Kodama | 09:07            | Schienamento                 |                              |                              |  |  |                        |                        |                        |  |  |                    |                    |                    |  |
|  | Yasufumi Nakanoue               | Yasufumi Nakanoue               |                                 |               |                  |                              |                              |                              |  |  |                        |                        |                        |  |  |                    |                    |                    |  |
|  | Yusuke Kodama                   | Yusuke Kodama                   | 12:32                           |               |                  |                              |                              |                              |  |  |                        |                        |                        |  |  |                    |                    |                    |  |